# Латюм
Латюм (нід. Lathum) — село в нідерландській провінції Гелдерланд. Входить до муніципалітету Зевенар.
Перші згадки про населений пункт датуються кінцем 13-го сторіччя.

## Галерея

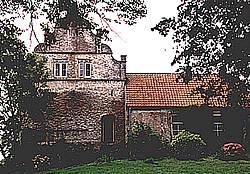
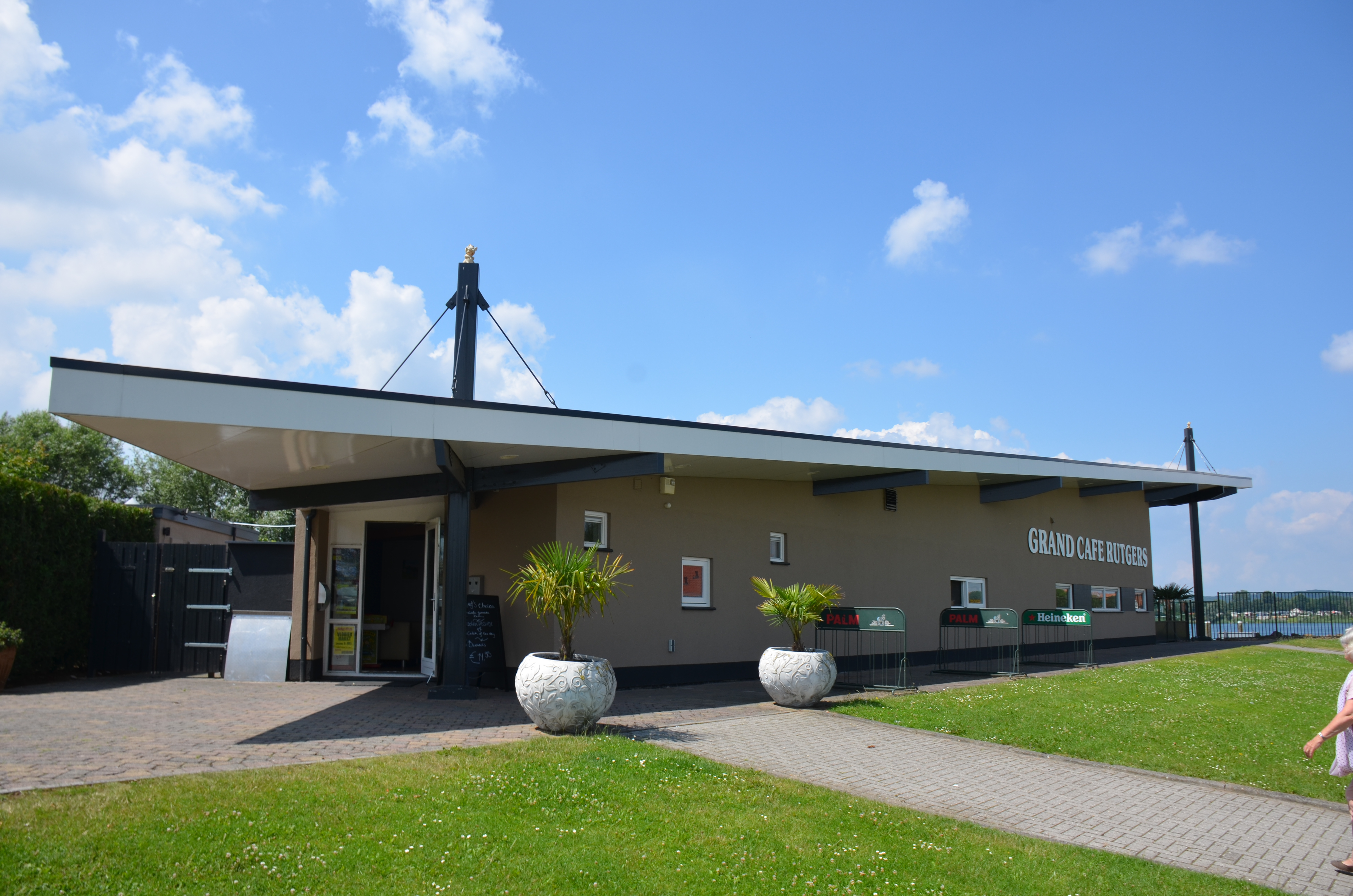
Кафе-ресторан
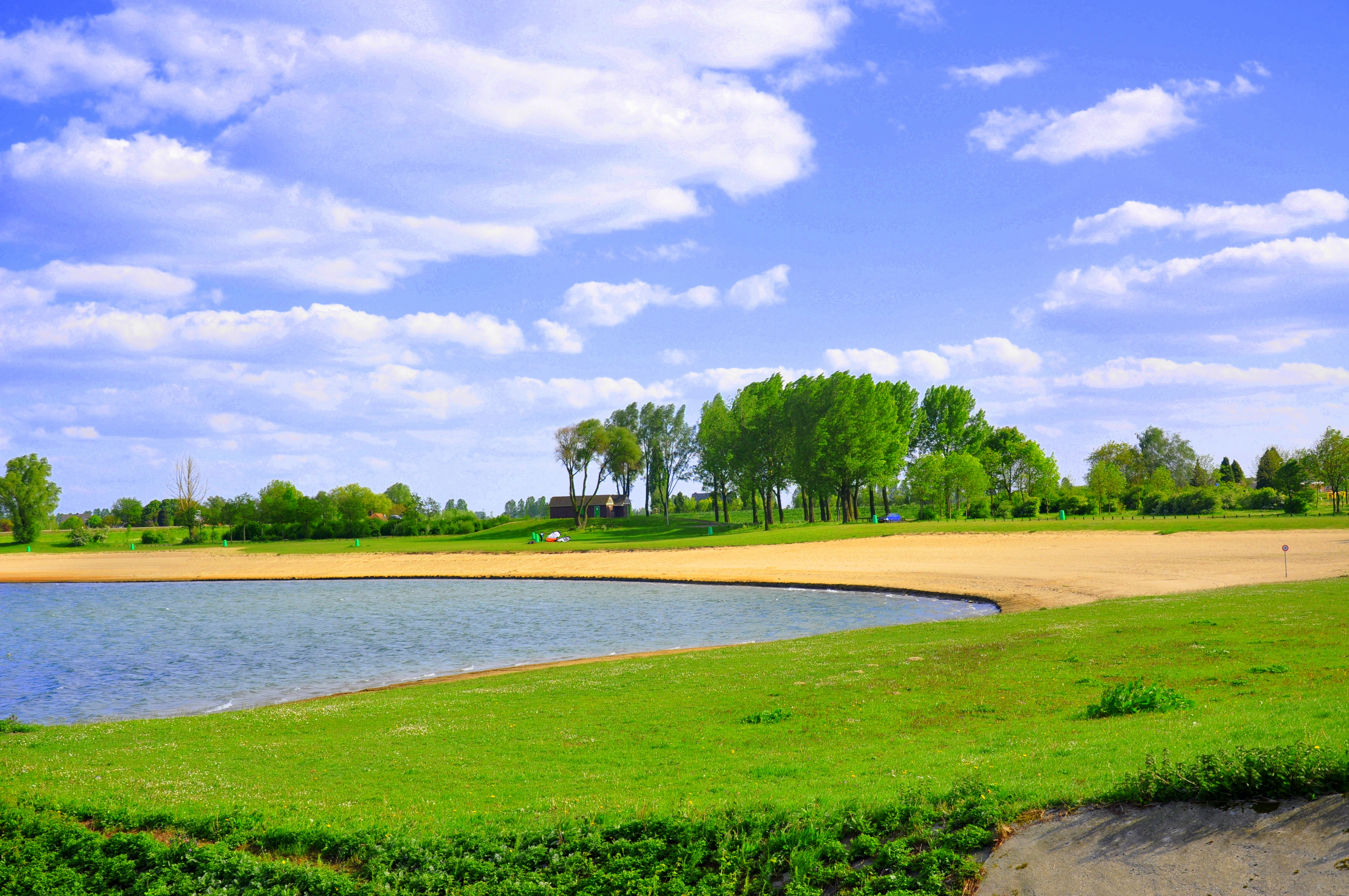
Пляж
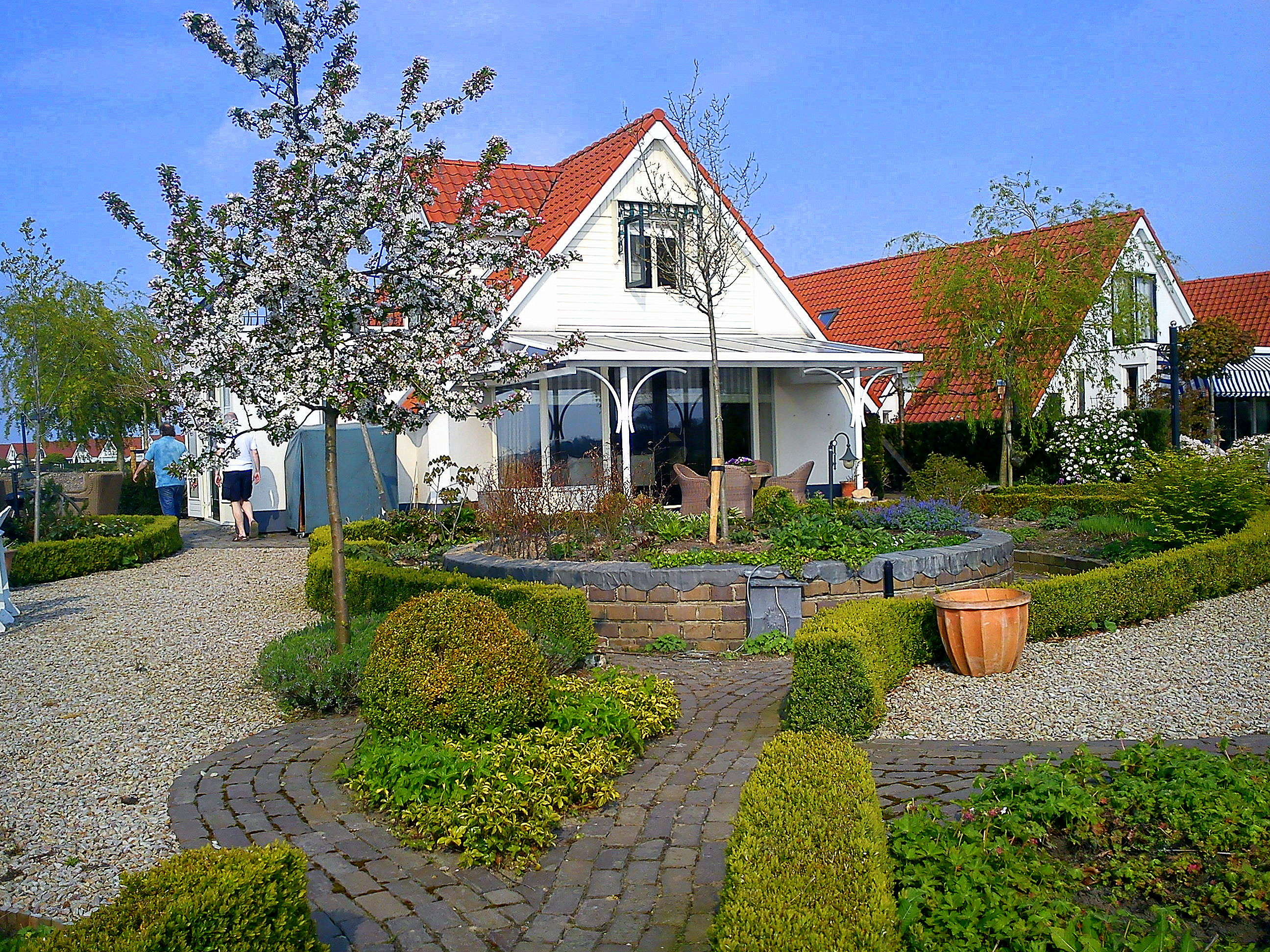
Пляжний будиночок